# Wavy Line Pottery

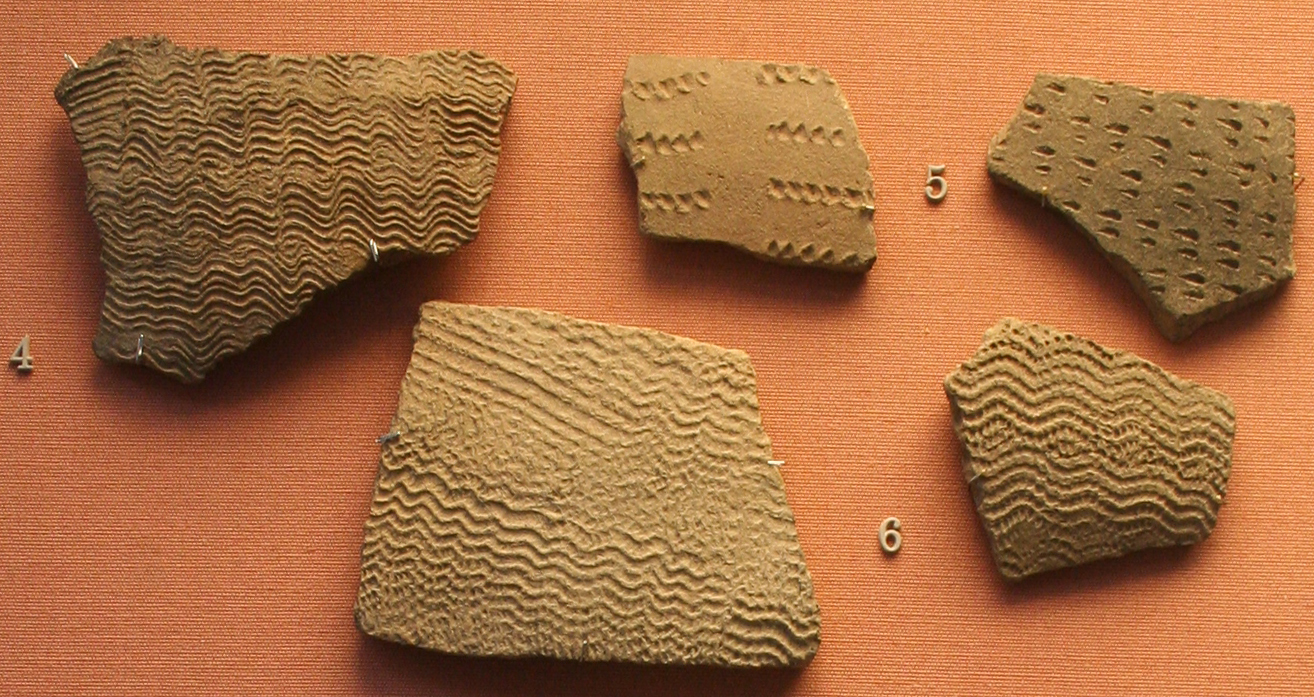
Wavy Line Pottery in het British Museum

Wavy Line Pottery en Dotted Wavy Line Pottery (aardewerk met golvende lijnen en golvende stippellijnen) is een verzamelnaam voor epipaleolithisch aardewerk op archeologische vindplaatsen in Noord- en Oost-Afrika. Deze behoren tot de oudste voorbeelden van aardewerk, gemaakt door jagers-vissers-verzamelaars tussen 10.000 en 5.000 jaar geleden. Het aardewerk wordt vaak gekenmerkt door decoraties van ononderbroken golvende lijnen en gestippelde golvende lijnen.

## Achtergrond
In het latere Holoceen creëerden vissers en jager-verzamelaars in Noord-Afrika aardewerk dat werd gekenmerkt door decoratieve ingesneden en gestippelde golvende lijnen. Deze mensen leefden tijdens de Afrikaanse vochtige periode in semi-permanente en permanente nederzettingen rond de talrijke watermassa's die bestonden in de nu dorre streken van Noord- en Oost-Afrika. Deze nederzettingen worden gekenmerkt door de ontdekking van aardewerk dat is gevonden in combinatie met botpunten met weerhaken, aanpassingen voor een levensstijl afhankelijk van watermassa's.

## Archeologie
Veel stukken aardewerk met golvende lijnen en gestippelde golvende lijnen werden ontdekt bij opgravingen in Khartoem en de site van Esh Shaheinab in de Nijlvallei in Soedan. Khartoem werd bewoond tijdens het epipaleolithicum.  De site van Shaheinab ligt net ten noorden van de locatie in Khartoem op de westelijke oever van de rivier de Nijl.  Eind jaren '40 en begin jaren '50 werden op deze locaties uitgebreide opgravingen gedaan door archeoloog A.J. Arkell.
Hoewel de meeste voorbeelden van aardewerk met golvende lijnen en gestippelde golvende lijnen afkomstig zijn van deze twee locaties, zijn er andere stukken ontdekt in het noorden en oosten van Afrika. Het oudste bewijs is afkomstig van de sites van Tagalagal en Adrar Bous in Niger, waar thermoluminescentiedata duiden op ca. 10.000 voor Christus, terwijl de oudste, meer betrouwbare C14-datum uit Témet in Niger bewijst dat de productie van aardewerk in Afrika uiterlijk rond 8.600 voor Christus onafhankelijk is uitgevonden.
Arkell merkte op dat het golvende lijnaardewerk kenmerkend was voor het vroege Mesolithicum, terwijl het gestippelde golvende lijnaardewerk kenmerkend was voor het late Mesolithicum.  Deze twee series aardewerk verschillen naast de decoratiemotieven enigszins in andere aspecten. De pottenbakkers uit deze verschillende perioden gebruikten verschillende werktuigen of gereedschappen om de decoratie te maken, evenals afzonderlijke materialen om de klei te mageren.  Over het algemeen werd het vroegere aardewerk gemagerd met kwarts of zand, terwijl latere pottenbakkers organische mageringen gebruikten, zoals kaf, schelp of bot.

## Decoratie
Arkell gebruikte de term "golvende lijn" voor een breed scala aan decoratiemotieven, waaronder ingesneden golvende lijnen, die meer samenhang vertonen, en gestippelde golvende lijnen, golvende lijnen gemaakt van kleine stippen. Aardewerk met ingesneden golvende lijnen omvat boogvormige motieven en golven. Aardewerk met gestippelde golvende lijnen omvat korte en lange golven, evenals boogvormige motieven. Daarnaast was er echter ook anderszins gedecoreerd en ongedecoreerd aardewerk.
Er werden veel verschillende gereedschappen gebruikt om de decoraties te maken. Deze omvatten kammen, instrumenten met tanden en spatels gemaakt van dierlijke producten, zoals botten of schelpen, planten en hout, of klei.  In wezen kon elk stuk gereedschap met een gekartelde rand voor de decoratie worden gebruikt.

## Regionale verschillen
Er zijn regionale verschillen in de decoratiemotieven, werktuigen die worden gebruikt om de decoraties te maken en de magering van de klei die voor het aardewerk worden gebruikt. De reden voor deze verschillen is niet uitgebreid onderzocht, maar de beschikbaarheid van middelen in verschillende regio's kan een factor zijn.

### Noordoost-Afrika
Aardewerk met kleinere golven kwam vaker voor in de centrale Sahara en Noord-Tsjaad, terwijl aardewerk met langere golven vooral in de oostelijke Sahara en de Nijlvallei te vinden was.  Aardewerk met golvende stippellijnen is ontdekt over de gehele noordelijke Sahara. Het aardewerk met de gestippelde golvende lijn met kleine golven was geconcentreerd in de centrale Sahara en werd zelden gevonden in het gebied van Khartoem.  Ingesneden golvend lijnaardewerk, een subcategorie van het gestippelde golvende lijnaardewerk, werd meestal gevonden in een gebied tussen Tsjaad en de Rode Zee, waarbij de meeste vindplaatsen met dit decoratiemotief geconcentreerd waren tussen Khartoem en Atbarah.

### Turkanameer
Soortgelijk aardewerk, ook gekenmerkt door ingesneden en gestippelde golvende lijnen, samen met botpunten met weerhaken, werd ontdekt rond het Turkanameer in Kenia.  Dit aardewerk lijkt veel op dat van Noordoost-Afrika, vooral het aardewerk uit Khartom, maar er zijn enkele regionale verschillen in de decoratiemotieven, werktuigen en mageringen die voor het aardewerk worden gebruikt. Er wordt verondersteld dat dit aardewerk is overgenomen uit Noordoost-Afrika, maar er zijn geen vergelijkende analyses van de levensstijlen en materiële culturen (inclusief aardewerk) van de mensen in Oost- en Noordoost-Afrika.